# Брирли, Бенджамин
Бенджамин (Веньямин) Брирли (англ. Benjamin Brierley; 1825–1896) — английский поэт, писатель, редактор, издатель и актёр.

## Биография
Бенджамин Брирли родился 26 июня 1825 года в Фэйлзуорте, близ Манчестера, в семье бедного ткача. Школьное образование получил скудное, был ткачом на шелковой фабрике в Манчестере, куда он в течение 9 лет ежедневно отправлялся из Голлинвуда, где жил, и на пути занимался чтением. Таким именно образом он познакомился с творчеством Роберта Бёрнса, которое произвело на него сильнейшее впечатление; затем изучил Уильяма Шекспира и Джорджа Гордона Байрона. 
Первой попыткой его на поэтическом поприще было стихотворение: «Му uncle’s garden» (1849), но лишь в 1856 году он впервые достиг действительного успеха своими прозаическими этюдами: «A day out» и «Jimmy the jobber». 
Вслед за тем Брирли оставил своё ремесло, и поселился в Манчестере; сначала он был помощником редактора одного местного листка, а затем сам стал издавать «Journal of literature, science and art». 
Бенджамин Брирли написал множество рассказов, комедий, песен (многое на местном ланкаширском диалекте (англ. Lancashire dialect and accent)) и некоторое время выступал даже в роли актёра.
Бенджамин Брирли умер 18 января 1896 года. Похоронен на Манчестерском центральном кладбище в Харперхее.

## Память
В 2006 году  Брирли в родном городе был установлен памятник работы манчестерского скульптора Джона Кассиди.

## Избранная библиография
- Tales and Sketches of Lancashire life (1863);
- Chronicles of Waverlow, 1863
- The Layrock of Langley-side: a Lancashire Story, 1864 (Google Books)
- Irkdale, or, The Odd House in the Hollow: a Lancashire Story, 1865
- Irkdale (1865);
- Traddlepin Fold; and Other Tales, 1867
- Our old chimney nook, a Christmas story (1868).
- Red Windows Hall; a Lancashire Story, 1868
- Ab-o'th' Yate in London: or, Southern Life from a Northern Point of View, 1881
- Ab-o'th'-Yate in Paddy's Land: From his Own Goose-wing, 1881
- Ab-o'th'-Yate in Yankeeland: the Results of Two Trips to America, 1885 (Google Books)
- Tales and Sketches of Lancashire Life, 1886
- Cotters of Mossburn, 1886
- Spring Blossoms and Autumn Leaves, 1893